# Francisco Villa, Soto la Marina
Francisco Villa är en ort i Mexiko.   Den ligger i kommunen Soto la Marina och delstaten Tamaulipas, i den centrala delen av landet, 500 km norr om huvudstaden Mexico City. Francisco Villa ligger 166 meter över havet och antalet invånare är 111.
Terrängen runt Francisco Villa är huvudsakligen platt, men åt sydväst är den kuperad. Runt Francisco Villa är det mycket glesbefolkat, med 3 invånare per kvadratkilometer. Närmaste större samhälle är Modelo, 12,8 km sydväst om Francisco Villa. I omgivningarna runt Francisco Villa växer huvudsakligen savannskog.